# Торгаши
«Торгаши» («Рекламисты») — фильм Metro-Goldwyn-Mayer 1947 года, снятый Джеком Конуэем, в главных ролях Кларк Гейбл и Дебора Керр, её дебют в американском кинематографе. Роли второго плана исполнили Сидни Гринстрит, Адольф Менжу, Ава Гарднер, Кинан Уинн и Эдвард Арнольд. Фильм основан на романе Фредерика Уэйкмана-старшего «Рекламисты», представляющем индустрию радиорекламы после Второй мировой войны, где персонаж Гейбла мечется между Керр и Гарднер.

## Сюжет
Виктор Норман (Кларк Гейбл) — руководитель отдела радиорекламы, только что вернувшийся после службы во время Второй мировой войны и ищущий работу по своей специальности. Он буквально выбрасывает несколько долларов в окно отеля, говоря обслуживающему персоналу отеля, что то, что он потратит свои последние 50 долларов, поможет ему «убедительно выглядеть так, как будто работа ему не нужна». По пути на собеседование он останавливается и тратит 35 из них на «искренний», расписанный вручную галстук.

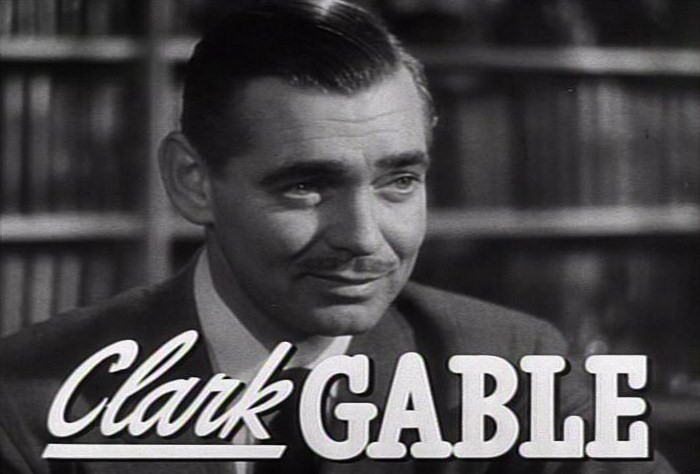
Виктор Норман: вернулся с войны и в погоне за большими деньгами на Мэдисон-авеню.

Он отправляется в «Рекламное агентство Кимберли», на собеседование с самим мистером Кимберли (Адольф Менжу). Во время их разговора поступает телефонный звонок от Эвана Ллевеллина Эванса (Сидни Гринстрит), деспотичного и многопрофильного руководителя компании «Косметическое мыло», крупнейшего заказчика агентства. Звонок повергает персонал в смятение и прерывает собеседование Виктора, поэтому он вызывается выполнить неприятное для Кимберли задание: уговорить миссис Кей Дорранс (Дебора Керр), вдову американского генерала времён Второй мировой войны благородного британского происхождения, на участие в рекламе «Косметического мыла» с дамами высшего общества Манхэттена.
Он получает приглашение на приём, представившись во время звонка в дом Доррансов представителем «Лиги благотворительности». В элегантном таунхаусе в Sutton Place он быстро уговаривает Кей согласиться на деловое предложение, узнав в процессе, что она не так обеспечена, как предписывают дом и район, но когда они позже прибывают на фотосессию, арт-директор «Косметического мыла» организовывает фотосъёмку в полупрозрачном развевающемся неглиже. Вик отвергает концепцию и строит достойный портрет Кей в вечернем платье в окружении её детей.
На следующий день Виктора и Кимберли вызывают в офис «Мыла», где они встречаются с мистером Эвансом, чьим первым действием является смачный плевок на стол для переговоров. Он резюмирует свою философию рекламы: «Только что я поступил отвратительно, запомните, что я сделал!». На его возражения относительно изменений в рекламе Дорранс Виктор отвечает: «Косметическое мыло — чистый продукт, а предложенная реклама не слишком чиста». Когда Виктор включает запись радиорекламы, которую он готовил ночью («Любим это мыло»), Эвансу это понравилось, и он советует Кимберли нанять Виктора. «Вижу, вы не боитесь показывать зубы. Я тоже не боюсь», — говорит он Виктору, снимая и размахивая своими зубными протезами.
Со временем Вик обнаруживает, что Кей привлекательна для него. Когда их приглашают на ужин с мистером и миссис Кимберли, изрядно выпивший Ким признается, что начал свое агентство с того, что помог правительственным властям засадить за решётку своего наставника и украл клиента «Косметическое мыло». Исполнительница в ночном клубе, который посещают пары, — это очевидная давняя страсть Вика, Джин Огилви (Ава Гарднер), певица, с которой он столкнулся и поболтал во время своего первого визита в агентство Кимберли несколькими днями ранее. Она ведёт себя весьма фамильярно с Виком перед его дамой, что тревожит Кей. После вечера, испорченного поведением Кимберли, Вик уговаривает Кей вместе посмотреть на закат на пляже. В утреннем сиянии он устраивает поездку под парусом на выходные в прибрежное местечко в Коннектикуте, которое он использовал для довоенных свиданий. Когда Кей приезжает на место встречи, то обнаруживает, что это место перешло к новому владельцу и что для пары были забронированы соседние номера со смежной дверью, она уходит, испытывая отвращение к сложившимся обстоятельствам и глубоко разочаровавшись в Вике.
Эванс вызывает Вика и Кимберли на срочное собрание воскресным утром и говорит, что хочет запустить новое радио-шоу, с участием экс-комика бурлеска Бадди Хэйра (Кинан Уинн). Отчитывая рекламщиков за то, что он должен делать работу вместо них, Эванс сообщает им, что агент Хэйра Дэйв Лаш (Эдвард Арнольд) отправится на побережье на вечернем поезде. Вик обещает заключить сделку на борту, прежде чем слухи об интересе Эванса просочатся в прессу и поднимут цену на Бадди. По дороге на станцию он останавливается у дома Кей, но она держится холодно: «Ты всего наобещаешь, чтобы настоять на своём», на что Виктор отвечает: «Такой уж я человек». Их расставание тревожит обоих.

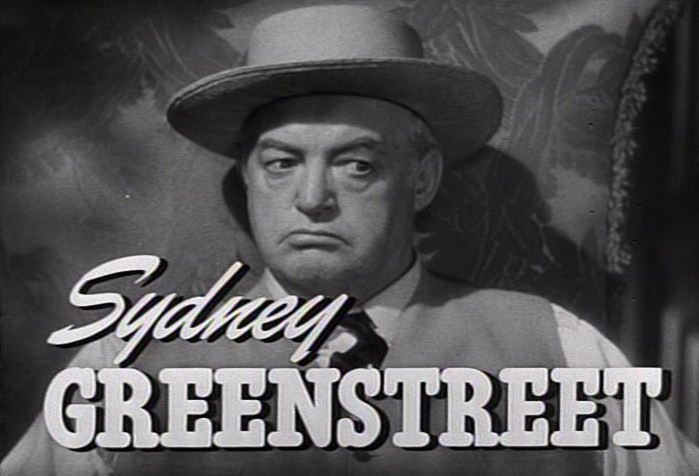
Эван Ллевеллин Эванс: деспот, глава «Косметического мыла», крупнейшего клиента рекламного агентства Кимберли.

В поезде Вик снова сталкивается с Джин Огилви, которую он просит раскритиковать Хэйра в разговоре с Дэйвом; с её помощью он заставляет Лаша сделать скидку на Бадди Хэйра. Они заключают сделку, и когда Лаш понимает, что его надули, он снисходительно соглашается соблюсти её условия.
Оказавшись в Голливуде, Вик и его сценаристы приступили к созданию радиошоу для Бадди Хэйра; на раннем этапе они исключают его из процесса, настолько он неприятный, а его шутки несмешны и неуместны. Вик принимает приглашение от Джин на ужин у неё дома, где оба с сожалением обнаруживают, что Вик всё ещё любит Кей. Он удивлен, когда по возвращении видит Кей в тени у его дома, решившуюся исправить ситуацию. Ей это удаётся — Вик начинает говорить о браке и предлагает содержать Кей и её детей.
Проблемы начинаются, когда юридическая формальность угрожает контракту с Бадди Хейром. Хотя это, похоже, основано на рассеянности Дэйва Лаша, Вик использует жестокие намёки на детство Лаша и подразумевает шантаж, чтобы заставить агента согласиться компенсировать большую потерю, с которой он столкнётся. Вик сразу же сожалеет об этой тактике, а уязвлённое поведение Лаша заставляет его чувствовать себя ещё более недостойным.
Вернувшись в Нью-Йорк с записью планируемого шоу, Вика и Кимберли вызывают на встречу с Эвансом в 2 часа ночи сразу по прибытии Вика. Ныне уступчивый Вик — теперь поглощённый мыслями о семье, о которой нужно заботиться — осознаёт, что пресмыкается наравне со всеми остальными в кабинете, и понимает, что это не для него. Хотя Эвансу понравилось шоу, Виктор встаёт, отчитывает Эванса за его властное и оскорбительное поведение и покидает встречу.
В машине Кей Вик объявляет, что их свадьбу придется отложить, пока он не накопит деньги. Она отвечает, что никакие деньги не важны, что он «может заняться тем, во что верит и жить с достоинством и вкусом». Он лезет в карман, достаёт последние карманные деньги и швыряет их на улицу. «Теперь мы начнём с совершенно равного имущество, с нуля, — говорит он, — так будет удобнее».

## В ролях
| Актёр           | Роль                 |
| --------------- | -------------------- |
| Кларк Гейбл     | Виктор Норман        |
| Дебора Керр     | Кей Дорранс          |
| Сидни Гринстрит | Эван Ллевеллин Эванс |
| Адольф Менжу    | мистер Кимберли      |
| Ава Гарднер     | Джин Огилви          |
| Кинан Уинн      | Бадди Хэйр           |
| Эдвард Арнольд  | Дэвид Лаш            |

| Актёр            | Роль            |
| ---------------- | --------------- |
| Обри Мэтер       | мистер Гласса   |
| Ричард Гейнс     | Кука            |
| Фрэнк Альбертсон | Макс Герман     |
| Дуглас Фоули     | Джорджи Гавер   |
| Клинтон Сандберг | Майкл Майклсон  |
| Глория Холден    | миссис Кимберли |
| Гордон Ричардс   | Бетти           |

| Актёр           | Роль                    |
| --------------- | ----------------------- |
| Конни Гилкрист  | Реджина Кеннеди         |
| Кэтрин Кард     | мисс Хаммер             |
| Лиллиэн Бронсон | Глория                  |
| Вера Марше      | Эллисон                 |
| Ральф Банкер    | секретарь Кимберли      |
| Вирджиния Дэйл  | Блейк                   |
| Джимми Конлин   | Конрад, Кимберли Батлер |

## История создания
Роман Фредерика Уэйкмана «Торгаши» (1946) провёл 35 недель в топе рейтинга The New York Times Fiction Best Sellers, чему, возможно, способствовала его непристойная и яркая полемика. Журнал «Life» назвал книгу «самой продаваемой пародией прошлого года» , и даже Кларк Гейбл, который в конечном итоге сыграл главную роль в её экранизации, сказал: «Это грязно, и это не чтиво». Вопреки литературным вкусам «Life» и Гейбла Metro-Goldwyn-Mayer заплатила 200 000 долларов за права на кинокартину ещё до того, как роман был опубликован.
Сценаристу Лютеру Дэвису и авторам экранизации Эдварду Ходерову и Джорджу Уэллсу пришлось «провести масштабную работу по отмыванию денег», чтобы привести проект в соответствие со вкусами Луиса Б. Майера и политикой Кодекса Хейса. Им пришлось удалить графические (по меркам 1946 года) интимные сцены, и они превратили миссис Дорранс в книге из замужней женщины во вдову войны, чтобы они с Виктором «могли жить долго и счастливо». Однако более проблематичным было изображение букера Дэвида Лаша, ключевого персонажа второй половины фильма. Образ Лаша был основан на персоне Жюля С. Стейна, основателе Музыкальной корпорации Америки, и Фредди Каллахане, который имел неоспоримое физическое сходство с Льюисом Вассерманом, который в конечном итоге сам возглавил MCA. Даже в 1947 году были «опасения по поводу негативной реакции со стороны MCA» из-за изображения Стейна и Вассермана, и Виктор несколько раз повторил в кадре, что «Дэйв Лаш — честный человек», когда возникает спор по поводу контракта с Бадди Хэйром. Другой проблемой была этническая принадлежность Лаша/Стейна: в романе Вик говорит, что люди будут ставить под сомнение его честность, потому что он еврей; Дэвис удалил все ссылки на этническую принадлежность Лаша. Когда отредактированный сценарий сценарий был закончен и Кларк Гейбл успокоился, продюсер Артур Хорнблоу-младший принял окончательное решение о кастинге и «собрал выдающийся актёрский состав второго плана» с Сидни Гринстрит, Адольфом Менжу и Эдвардом Арнольдом, Кинаном Уинн и на тот момент «всё ещё неизвестной Авой Гарднер». Руководители MGM выбрали «Торгашей» в качестве дебютного голливудского фильма для Керр, которая с 1941 года привлекла внимание своим появлением в десяти фильмах, снятых на её родине в Англии, в результате чего производство «подгонялось Луисом Б. Майером, который хотел выпустить его в августе следующего года, пытаясь возродить имя Гейбла после провала его последнего фильма «Приключения» и запуска фильма с участием Деборы в Голливуде». По мере приближения начала съёмок Ава Гарднер нервничала из-за предстоящих сцен с Гейблом, актёром, которого она боготворила с детства. Хорнблоу попросил Кларка созвониться с ней, по телефону он сказал: «Я должен уговорить тебя на съёмки. Но я не собираюсь. Я ненавидел, когда они делали то же самое со мной. Но я надеюсь, что ты передумаешь. Детка, я думаю, нам будет весело работать вместе». Так они стали друзьями на всю оставшуюся жизнь Гейбла.
Кларк также пытался настроить нервничающую Керр перед началом съёмок. Он прислал ей шесть дюжин роз в первый день, и «эти две прекрасно поладили с самого начала, на съёмочной площадке и вне её».
Режиссёр Джек Конуэй, завсегдатай MGM, чья репутация уходит корнями в эпоху немого кино, внёс этот свой предпоследний фильм в программную сетку телеканала на август 1947 года. Его бюджет составлял 2,3 миллиона долларов.

## Релиз
MGM использовала подход «всплеска» в «Торгашах», открывшись в 350 кинотеатрах 17 июля 1947 года, а затем расширившись до 1000 кинотеатров неделю спустя, что стало одним из самых масштабных релизов того времени.

### Кассовые сборы
«Рекламисты» заняли первое место по кассовым сборам в США, а в Нью-Йорке — ещё и без учёта выходных. Фильм оказался на двенадцатом месте по кассовым сборам в 1947 году, собрав 3 635 000 долларов в США и Канаде и 810 000 долларов в других странах, в результате чего прибыль составила 412 000 долларов. Возглавляет этот список другая история о возвращении солдат, «Лучшие годы нашей жизни». Автор Дениз Манн предполагает, что сомнительная сторона Вика Нормана могла сдерживать «Торгашей»: «Негеройский рекламный агент Кларка Гейбла в качестве вернувшегося с войны героя, возможно, способствовал меньшему результату». Также фильм был характеризован как «полный провал на зарубежном рынке, где в то время никто ничего не знал об американской рекламе или коммерческом вещании».

## Критика и отзывы
Хотя Луис Б. Майер тщательно проводил отбор актёров (и щедро потратился на оформление договора с Деборой Керр) и пытался вернуть популярность Кларка Гейбла после плохо принятого «Приключения», «Торгаши» не были хорошо встречены современными критиками.
Журнал Life подверг критике роман Уэйкмана, его рецензент к фильму прокомментировал: «Киноверсия знаменитого нападения на рекламный бизнес не соответствует требованиям рекламы» и назвал её «цинично преувеличенным исследованием большого бизнеса и большой рекламы». Босли Кроутер, кинокритик The New York Times, писал, что Гейбла просто слишком много. «[Если] вам не очень нравится Кларк Гейбл, вы найдёте его монотонным в этом полуторачасовом фильме… [он] не появляется на экране всего пять минут, может быть, восемь. В остальное время он постоянно в кадре». Ему больше нравилась Дебора Керр: «Мы могли бы взаимодействовать с ней немного больше. Не то чтобы ёе довольно яркая страсть к этому хорошо скроенному хулигану имела большой смысл, но мисс Керр очень умиротворяющий персонаж, и она поднимает тон фильма». Он выразил самую большую похвалу Гринстрит и Менжу, назвав их игру «интересной и увлекательной».
Отзыв в Variety был равнодушным: «Почему-то Кларк Гейбл просто не вполне понимает роль торгашей. То же самое и с Деборой Керр, которая весьма чопорна из-за своей непостоянной романтической роли». Как и Times, они с большим энтузиазмом относились к актёрскому составу второго плана: «Образ косметического деспота Сидни Гринстрита проявляется как перформанс картины, как и Кинан Уинн в роли бездарного бывшего актёра бурлеска, ставшего радиокомиксом. Ава Гарднер абсолютно правдоподобна в роли певицы; Адольф Менжу — глава радиоагентства, которое потакает Эвансу, потому что это клиент на 10 миллионов долларов». Наконец, поступило замечание, которое, несомненно, приходило в голову многим кинозрителям 1947 года: «Гейбл выглядит аккуратным и подтянутым, но каким-то образом слишком зрелым для капризной роли торгаша, который пытается получить работу за 35 000 долларов и — убийцей с женщинами…». Взаимодействие Гейбла с двумя женщинами в фильме вызвало комментарии. Когда дело дошло до романа между Виком и Кей, журнал Life придерживался негативных позиций: «История любви до крайности скучна. В отличие от женственной Деборы, воспитанная мужественность Кларка Гейбла кажется смущающей — то, чего никогда не случалось с ним с сильными Джоан Кроуфорд и Джин Харлоу в лучшие дни». Но другие аплодировали Керр и их паре: The Hollywood Reporter назвал Керр «очаровательной английской звездой… восхитительной личностью в её американском дебюте». Herald-Tribune назвала пару Гейбл-Керр «идеальной», заявив, что «она сделала впечатляющий поклон на американском экране».
Биограф Авы Гарднер Ли Сервер, указывая на химию между Виком и его старым увлечением Джин Огилви (Гейбл и Гарднер): «оказались замечательной парой, с экранной искрой между ними, которая показала их искреннее веселье и лёгкое удовольствие в компании каждого из них».
Суждение о «Торгашах» смягчилось с годами. В «Руководстве по фильмам» Холливелла это названо «хорошим тематическим развлечением, которое до сих пор развлекает и даёт хорошее впечатление о своём периоде», а также хвалят выступление Гринстрита. Последнее краткое содержание от New York Times называет «Рекламистов» «одним из лучших послевоенных фильмов Кларка Гейбла, а также одной из лучших голливудских сатир утончённого мира рекламы».

## Домашний медиа-релиз
Фильм «Торгаши» был выпущен на VHS. Его первый DVD-релиз состоялся в августе 2011 года как производимая по ттребованию часть Warner Archive Collection.